# Gran Premi Folignano
El Gran Premi Folignano era una competició ciclista italiana d'un sol dia que es disputava anualment a Folignano, a les Marques. La primera edició es disputà el 1998. La cursa fou reservada a ciclistes amateurs fins al 2005. A partir del 2006 la cursa s'obrí als professionals, formant part del circuit de l'UCI Europa Tour, amb una categoria 1.2.

## Palmarès
| Any  | Vencedor             | Segon               | Tercer                |
| ---- | -------------------- | ------------------- | --------------------- |
| 1998 | Emiliano Zelli       | Marco Carletti      | Matteo Romanelli      |
| 1999 | Giacomo Garofoli     | Raffaello Faloppa   | Claude Coyot          |
| 2000 | Daniele Peroni       | Emanuele Telari     | Giuliani Marcolongo   |
| 2001 | Alessandro D'Andrea  | Danilo Andrenacci   | Francesco Pietrangelo |
| 2002 | Vincenzo Di Falco    | Luigi Buonfrato     | Stelvio Michero       |
| 2003 | Massimo Iannetti     | Dimitri Dementiev   | Claudio Villani       |
| 2004 | Kanstantsin Sivtsov  | Davide Torosantucci | Stelvio Michero       |
| 2005 | Daniele Di Batte     | Luigi Sestili       | Elio Fausto Saavedra  |
| 2006 | Rocco Capasso        | Francesco Gavazzi   | Tomislav Dančulović   |
| 2007 | Francesco De Bonis   | Anton Rechetnikov   | Jaroslaw Dabrowski    |
| 2008 | Alessandro De Marchi | Alessandro Malaguti | Adriano Malori        |
| 2009 | Henry Frusto         | Moreno Moser        | Silvio Satini         |
| 2010 | Julián Arredondo     | Fabio Piscopiello   | Siarhey Papok         |
| 2011 | Kristijan Đurasek    | Giuseppe Famoso     | Hrvoje Miholjevic     |